# Joseph O'Brien
Joseph O'Brien (né le 23 mai 1993) est un jockey et entraineur irlandais.

## Carrière
Fils de Aidan O'Brien, qui à la tête de l'écurie Coolmore possède le plus beau palmarès de l'histoire des courses, Joseph O'Brien a fait ses armes dans les courses de poneys puis intègre rapidement l'écurie de son père, pour lequel il remporte son premier classique en 2011, à seulement 18 ans. Il s'adjuge un premier titre de champion jockey en Irlande l'année suivante et conserve son titre l'année suivante.  

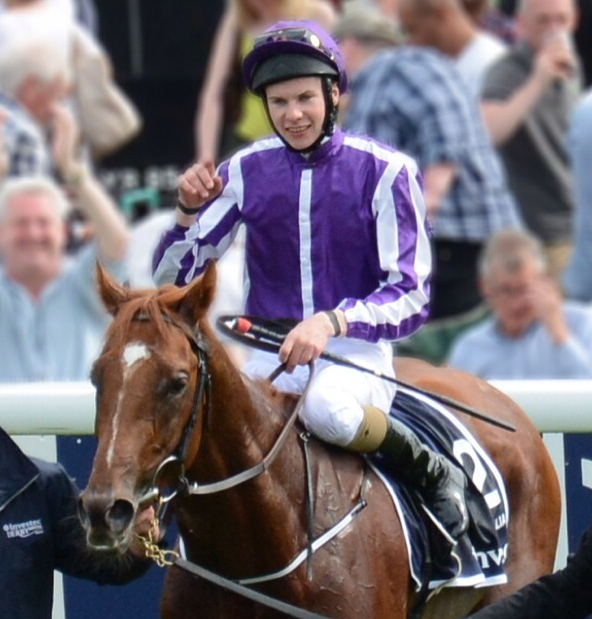
Joseph O'Brien en selle sur Australia après sa victoire dans le Derby 2014.

En mars 2016, il annonce qu'il cesse son activité de jockey pour devenir entraîneur à plein temps.   

## Palmarès (courses degroupe 1)

### Jockey
Royaume-Uni
- Derby d'Epsom – 2 – Camelot (2012), Australia (2014)
- 2000 Guinées – 1 – Camelot (2012)
- Coronation Cup – 2 – St Nicholas Abbey (2012, 2013)
- Racing Post Trophy – 2 – Camelot (2011), Kingsbarns (2012)
- International Stakes – 2 – Declaration of War (2013), Australia (2014)
- Ascot Gold Cup – 1 – Leading Light (2014)
- Prince of Wales's Stakes – 1 – So You Think (2012)
- Queen Elizabeth II Stakes – 1 – Excelebration (2012)
- Queen Anne Stakes – 1 – Declaration of War (2013)
- Middle Park Stakes – 1 – Together Forever (2014)

 Irlande
- Irish Derby – 2 – Camelot (2012), Australia (2014)
- 2.000 Guinées Irlandaises – 3 – Roderic O'Connor (2011), Power (2012), Magician (2013)
- Irish St. Leger – 1 – Order of St George (2015)
- Phoenix Stakes – 2 – Dick Whittington (2014), Air Force Blue (2015)
- National Stakes – 2 – Gleneagles (2014), Air Force Blue (2015)
- Moyglare Stud Stakes – 1 – Maybe (2011)
- Tattersalls Gold Cup – 1 – So You Think (2012)

 France
- Grand Prix de Paris – 1 – Imperial Monarch (2012)
- Critérium de Saint-Cloud – 1 – Tennessee Stud (2024)

 États-Unis
- Breeders' Cup Turf – 1 – St Nicholas Abbey (2013)

 Émirats arabes unis
- Dubaï Sheema Classic – 1 – St Nicholas Abbey (2011)

### Entraîneur

#### Plat
Irlande
- Derby d'Irlande – 1 – Latrobe (2018)
- National Stakes – 3 – Thunder Moon (2020), Al Riffa (2022), Scorthy Champ (2024)
- Pretty Polly Stakes – 2 – Iridessa (2019), Thundering Nights (2021)
- Moyglare Stud Stakes – 1 – Intricately (2016)
- Matron Stakes – 1 – Iridessa (2019)
- Prince of Wales's Stakes – 1 – State of Rest (2022)

 Royaume-Uni
- St. Leger – 1 – Galileo Chrome (2020)
- Fillies' Mile – 2 – Iridessa (2018), Pretty Gorgeous (2020)

 France
- Prix Ganay – 1 – State of Rest (2022)
- Prix Saint Alary – 1 – Above the Curve (2022)
- Critérium de Saint-Cloud – 1 – Tennessee Stud (2024)

 Allemagne
- Grand Prix de Berlin – 1 – Al Riffa (2024)

 États-Unis
- Breeders' Cup Filly & Mare Turf – 1 – Iridessa (2019)
- Saratoga Derby – 1 – State of Rest (2021)

 Australie
- Melbourne Cup – 2 – Rekindling (2017), Twilight Payment (2020)
- Cox Plate – 1 – State of Rest (2021)

#### Obstacles
Irlande
- Irish Gold Cup – 1 – Edwulf (2018)
- Racing Post Novice Chase – 1 – Le Richebourg (2018)
- Arkle Novice Chase – 1 – Le Richebourg (2019)
- Golden Cygnet Novice Hurdle – 1 – Tower Bridge (2018)
- Spring Juvenile Hurdle – 2 – Sir Erec (2019), A Wave of the Sea (2020)
- Drinmore Novice Chase – 1 – Fakir D’oudairies (2019)

 Royaume-Uni
- Melling Chase – 1 – Fakir D'oudairies (2021)
- Ascot Chase – 1 – Fakir D'oudairies (2022)